# Olegário de Tarragona
Olegário Bonestruga (Barcelona, 1060 - ?, 6 de março de 1137), santo católico, foi bispo de Barcelona e Arcebispo de Tarragona.
Foi Legado apostólico na Cruzada que Raimundo Berengário, Conde de Barcelona empreendeu contra os mouros. Para esse fim, também estabeleceu na Espanha a Ordem dos Templários.
Enviado pelo papa Inocêncio II ao Segundo Concílio de Latrão, coincidindo ali com São Bernardo de Claraval e que, apoiado por ele, através da eloquência de seus argumentos conseguiu a excomunhão do antipapa Anacleto.
Seu corpo está atualmente exposto à visitação pública na Capela de Christo de Lepanto, na Catedral de Barcelona.

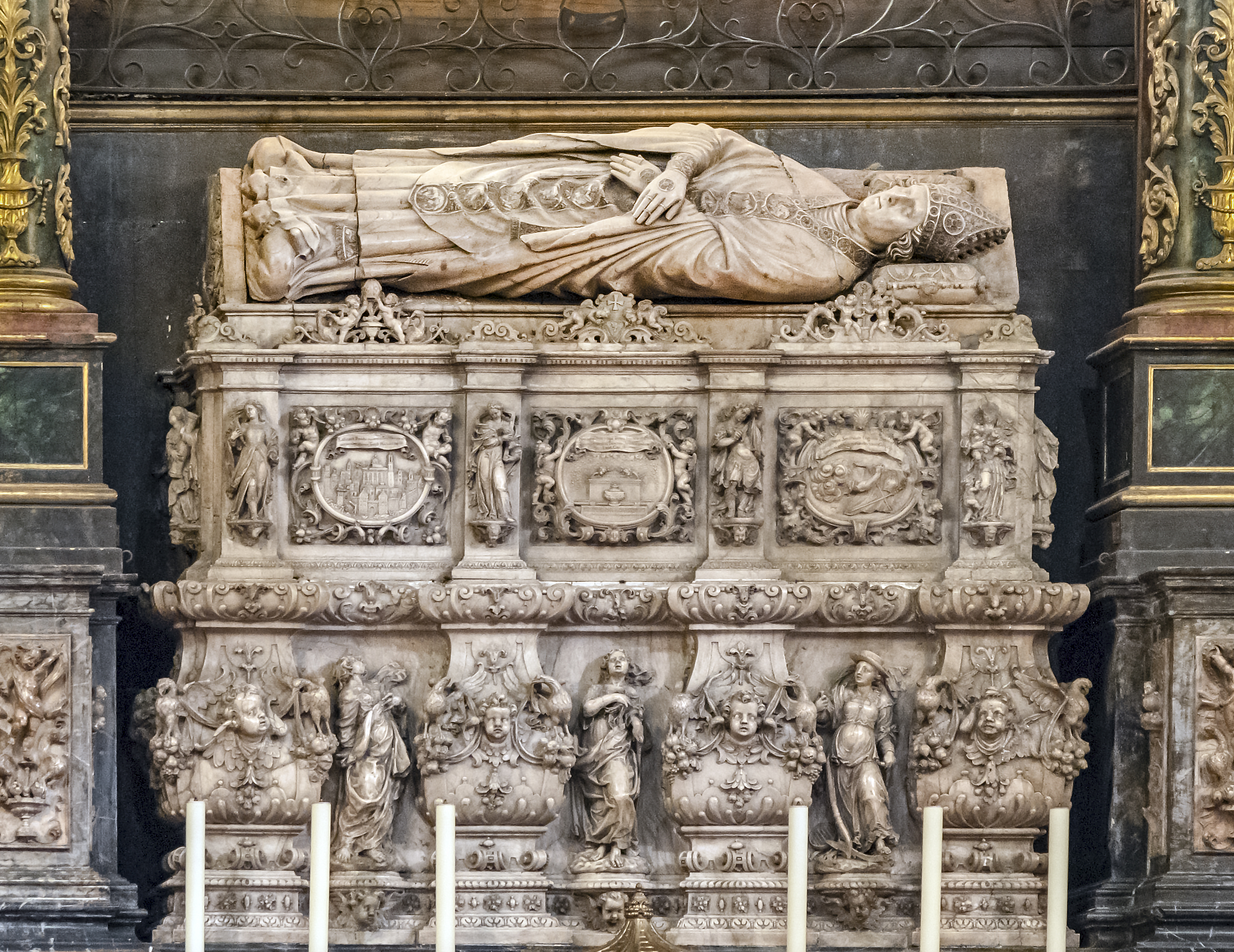
Sepulcro de Santo Olegário